# Nostra aetate
Nostra aetate (svenska: I vår tid) utgör ett dokument med "Deklaration om kyrkans relation till icke-kristna religioner", framtaget vid Andra Vatikankonciliet. Dokumentet antogs med röstetalet 2 221 mot 88 av de samlade biskoparna och promulgerades den 28 oktober 1965 av påve Paulus VI.

## Sammanfattning av slutversionen av Nostra aetate
1. Introduktion
2. Hinduer, buddhister och andra religioner
3. Muslimer
4. Judar
5. Konklusion

Deklarationen inleds med att beskriva enheten i alla folks ursprung och åskådningen att samtliga återgår på Gud, varför deras slutgiltiga mål är ett och detsamma. Den beskriver de eviga frågorna som pockat på människans uppmärksamhet sedan begynnelsen, och hur olika religiösa traditioner har försökt besvara dem.
Därefter redogörs för vad hinduer, buddhister och anhängare av andra religioner har föreslagit för sådana filosofiska frågeställningar. Här noteras att Katolska kyrkan godtar vissa sanningars förekomst bland andra religioner, i de fall de återspeglar katolsk lära och möjliggör för själar att ledas till Jesus Kristus.
Deklarationens tredje del fortsätter genom att beskriva hur katolska kyrkan betraktar muslimer med respekt och fortsätter sedan att beskriva vad vissa saker inom islam har gemensamt med kristendom och katolicism: tillbedjan av Gud, skapare av himmel och jord, barmhärtig, allsmäktig, som har talat till människorna; muslimernas respekt för Abraham och Maria, den stora respekt de har för Jesus, som de ser som profet, inte som Guds Son. Synoden vädjar till alla katoliker och muslimer att glömma tidigare konflikter och arbeta tillsammans för ömsesidig förståelse och respekt.
I del fyra redogörs för den gemenskap folken har i "det nya förbundet": de (kristna) med Abrahams folk (judarna). Texten intygar att – även om judiska auktoriteter och de som följde dem framkallade Jesu död – skulden inte kan läggas på de judar som levde då, och att inte heller judar i vår tid kan hållas skyldiga; "judarna ska inte framstå som avvisade eller bannlysta av Gud". Deklarationen tar även avstånd från all antisemitism, oavsett tidpunkt eller avsändare.
| ”                     | Det är visserligen sant att de judiska makthavarna och de som följde dem yrkade på Kristi död, men skulden för det som hände under hans lidande kan inte utan åtskillnad läggas på alla judar som då levde eller på judarna i dag. Även om kyrkan är det nya gudsfolket får judarna inte framställas som förkastade eller fördömda av Gud, som om detta skulle följa av de heliga skrifterna. Därför ska alla se till att de i sin undervisning och i sin förkunnelse av Guds ord inte lär något som inte överensstämmer med evangeliets sanning och Kristi anda. Eftersom kyrkan avvisar varje förföljelse av någon människa och är medveten om det arv hon delar med judarna och inte låter sig drivas av politiska skäl utan av evangeliets andliga kärlek, beklagar hon hat, förföljelser och yttringar av antisemitism riktade mot judar, när de än och vilka det än är som orsakat dem. | „ |
| – Svensk översättning | |   |

Den femte delen förkunnar människan som skapad till Guds avbild, och att det är en motsättning mot kyrkans lära att diskriminera, uttrycka hat eller trakassera en person eller ett folk på grundval av egenskaper som hudfärg, etnicitet, religionstillhörighet, levnadsvillkor och så vidare.